# Rocío Saiz
Rocío Saiz Madera (Madrid, 11 de julio de 1991) es una cantante, actriz, artista multidisciplinar y activista LGBT española. En 2022, la Federación Estatal de Lesbianas, Gais, Trans y Bisexuales (FELGTBI+) concedió a Saiz el Premio Pluma como reconocimiento a su labor en la visibilización y defensa de los derechos de las personas LGBT.

## Trayectoria
Formada en la industria musical y teatral, ha trabajado en agencias como Emerge Management o Plan B Music y ha llevado la coordinación y gestión de reconocidas bandas nacionales. Es responsable de producción en Ground Control Management desde 2019, donde lleva la contratación de artistas como Hinds o The Parrots. Desde 2021 es también colaboradora el programa Que parezca un accidente de Radio 3 dirigido por José Manuel Sebastián, donde Saiz tiene una sección semanal llamada “Tengo el coño en modo avión”.
Participa en diversos proyectos paralelos siempre relacionados con la industria musical y la creación, y ha sido cantante y líder del grupo Las Chillers y del dúo electrónico Monterrosa (junto a Enrique F. Aparicio). Ha actuado en festivales como el Primavera Sound en Barcelona, el Low festival en Benidorm, el South by Southwest (SXSW) en Austin (Estados Unidos), el Summercase, el Fulanita fest en Fuengirola o el Festival SOS 4.8 en Murcia, entre otros.
En 2020, Saiz fue una de las impulsoras del evento Cuarentena Fest, un festival de música en streaming que tuvo lugar durante el confinamiento por la pandemia por COVID-19, donde diferentes artistas interpretaron sus canciones desde su habitación para que cualquier pudiera verles. También colaboró durante este tiempo de pandemia en la tribuna La experiencia personal, que publicó la sección de Madrid del periódico El País.
En el ámbito musical, después de pasar por el grupo Las Chillers y el dúo electrónico Monterrosa, Saiz presentó en 2021 su primer álbum en solitario titulado Amor Amargo, editado por Primavera Labels, y compuesto de siete canciones de pop electrónico que hablan de rupturas, inseguridades y de la gestión emocional del dolor.

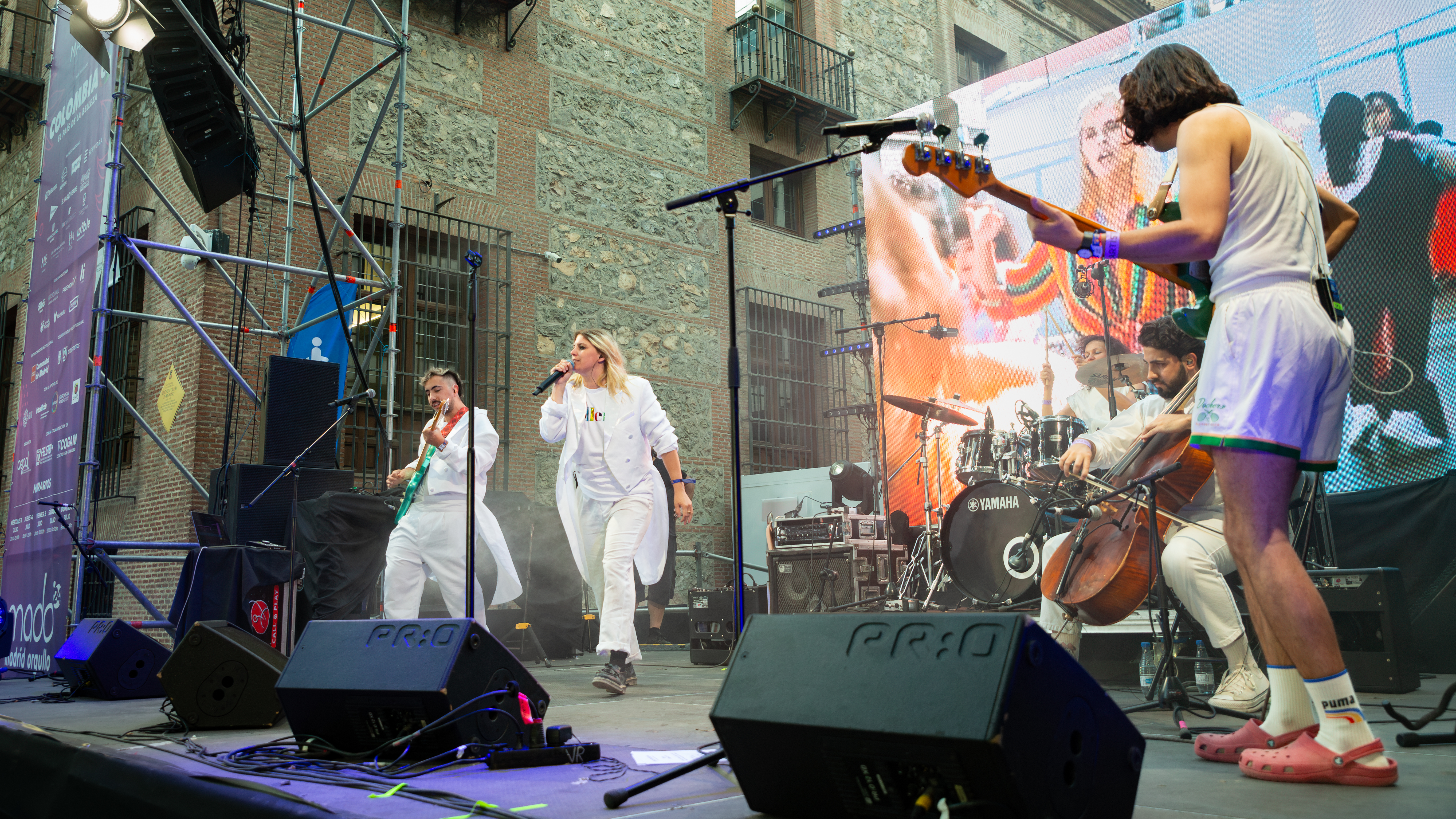
Rocío Saiz cantando en Madrid Orgullo 2024.

Como activista LGBT, es invitada habitual en espacios de debate y reivindicación. Forma parte de la junta directiva de la Asociación de Mujeres en la Industria de la Música (MIM) y de Keychange, una red que trabaja por la igualdad de género en la industria musical a través de una campaña que invierte en talentos femeninos emergentes, analiza en perspectiva de género y anima a los festivales europeos a firmar un compromiso de paridad. Además, el 28 de abril de 2022, Saiz fue invitada al Congreso de los Diputados para participar como ponente durante el Día de la Visibilidad Lésbica.
También en 2022, tuvo lugar su primera incursión en el cine con la comedia romántica lésbica a cinco bandas titulada La amiga de mi amiga y dirigida por Zaida Carmona, que recibió el Palmarés en el Festival Internacional de Cinema d'Autor de Barcelona (D’A Film Festival). Saiz formó parte del reparto de esta película junto a la actriz Nausicaa Bonnin, la directora Alba Cros, la cantautora Christina Rosenvinge o la escritora Brigitte Vasallo, entre otras. Además, una de las canciones de su álbum Amor amargo, titulada «La juventud», está incluida en la banda sonora de esta película.
En 2023, Rocío Saiz lanzó su segundo álbum, Autoboicot y descanso, una colección de once nuevas canciones editadas por Primavera Labels. Este disco presenta la dualidad de la vida y los sentimientos, dividiendo las canciones entre el autoboicot y el descanso, invitando a llorar bailando. En él, Saiz sigue demostrando su talento para convertir experiencias personales en un ideario universal con el que todos pueden sentirse identificados.

### Controversia en Murcia

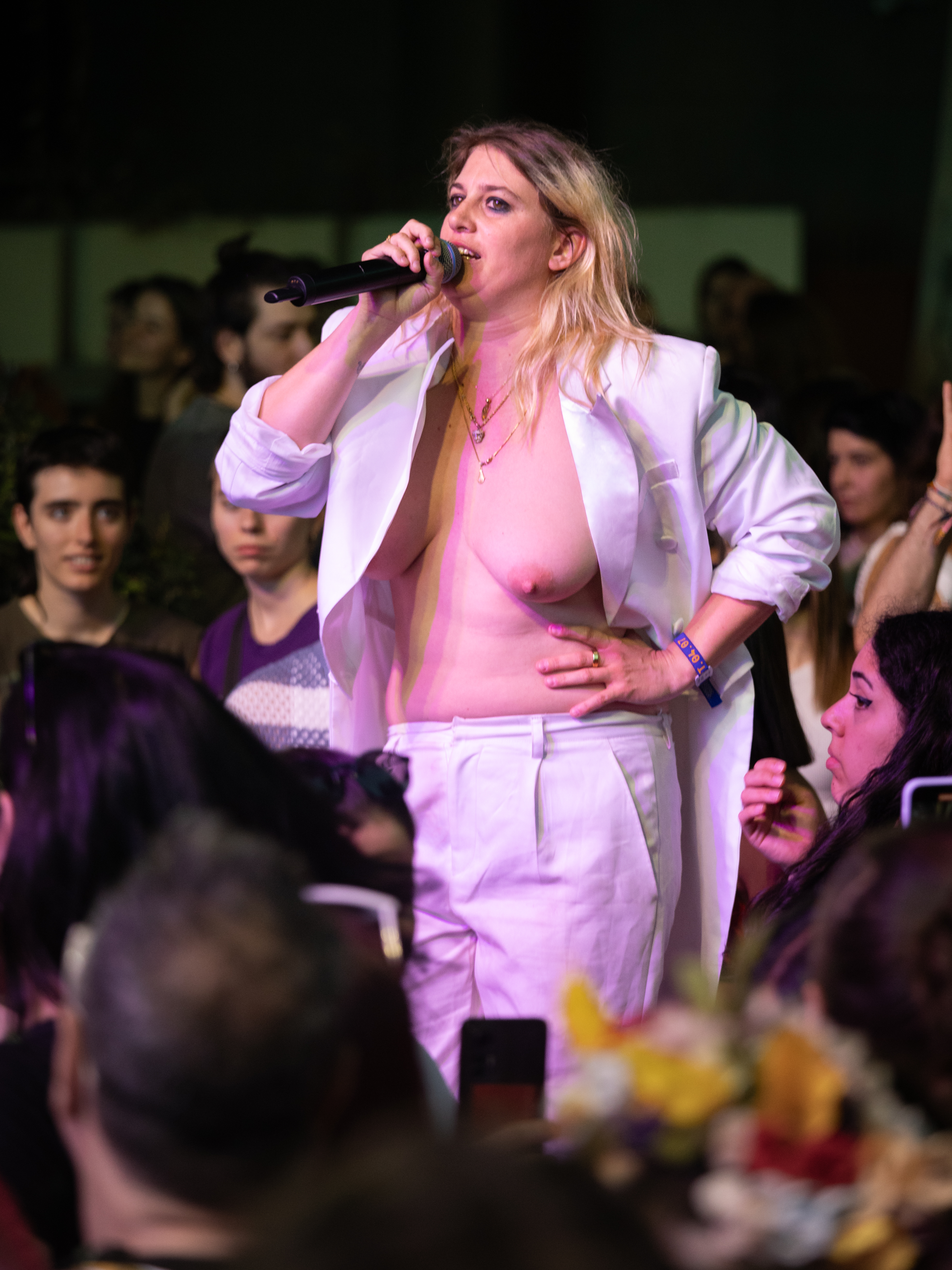
Un año después del incidente en Murcia, Rocío Saiz actuando con los pechos descubiertos en Madrid.

En junio de 2023, Rocío Saiz se vio envuelta en una polémica durante su actuación en el festival "Murcia Pride". El incidente ocurrió cuando la cantante se desnudó los pechos en el escenario como parte de su actuación, lo que llevó a la intervención de la policía local. La actuación tuvo lugar el 24 de junio en la Plaza de la Catedral de Murcia. Según Saiz, la policía la obligó a interrumpir su actuación y la escoltó fuera del escenario, lo que ella denunció como un acto de censura y discriminación. La cantante expresó su indignación a través de sus redes sociales, recibiendo el apoyo de numerosos seguidores y colegas del ámbito artístico y activista.
La actuación de la policía fue justificada por las autoridades locales alegando que Saiz había incurrido en un acto de exhibicionismo público, lo cual está prohibido según las ordenanzas municipales. Sin embargo, esta explicación no convenció a muchos que vieron la intervención como un ataque a la libertad de expresión y a los derechos de la comunidad LGBT.Posteriormente, la policía se retractó de su intervención inicial, admitiendo que la respuesta pudo haber sido desproporcionada y expresando su respeto por la libertad artística y de expresión. Además, se inició un expediente sancionador contra el agente involucrado, como parte de las medidas tomadas para abordar el incidente y asegurar que no se repitiera una situación similar.
En un acto de solidaridad, la cantante Eva Amaral mostró los pechos durante uno de sus propios conciertos, criticando la actuación policial y defendiendo el derecho de los artistas a expresarse libremente.

## Discografía
- 2021 – Amor amargo. Primavera Labels

- 2023 Autoboicot y descanso Primavera Labels

## Reconocimientos
A principios de 2022, el programa musical de Jägermeister incluyó a Saiz como una de las artistas destacadas de su roster 2022, anticipando su aparición durante todo el año en diferentes salas y festivales. En noviembre de ese año, la Federación Estatal de Lesbianas, Gais, Trans y Bisexuales (FELGTBI+) concedió a Saiz el Premio Pluma como reconocimiento a su labor en la visibilización y defensa de los derechos de las personas LGBT. Compartió este galardón, creado en 2007 y siendo el más importante del colectivo, con la periodista Chelo García-Cortés, la actriz Lola Rodríguez y el escritor Óscar Hernández Campano, entre otros.